# Yves Ngue Ngock
Yves Ngue Ngock (né le 25 janvier 1989) est un coureur cycliste camerounais.

## Palmarès
- 2008
  - Prologue du Grand Prix Chantal Biya
- 2009
  - 7e étape du Tour de l'est international
  - Prologue du Grand Prix Chantal Biya
- 2011
  - Grand Prix Chantal Biya :
    - Classement général
    - 1re étape
- 2012
  - Classement général du Tour du Cameroun
  - 1re étape du Grand Prix Chantal Biya
- 2013
  - Grand Prix Chantal Biya :
    - Classement général
    - 1re étape

## Classements mondiaux
| Année           | 2010 | 2011 | 2012 | 2013 | 2014 |
| --------------- | ---- | ---- | ---- | ---- | ---- |
| UCI Africa Tour | 80e  | 56e  | 8e   | 59e  | 30e  |